# Cordillera Quimsa Cruz
La Cordillera Quimsa Cruz es una cadena montañosa que forma parte de la Cordillera Real en los Andes, ubicada en el Departamento de La Paz (Bolivia).
La Cordillera Quimsa Cruz está en el extremo más alejado de la Cordillera Real y posee un carácter agreste. Las cumbres más altas están en parte cubiertas por glaciares y por estables rocas graníticas. El nombre 'quimsa' viene del idioma aimara y significa tres. La cadena montañosa tiene una longitud de 30 kilómetros, entre 9 y 15 kilómetros de ancho y sus cumbres están entre los 4.900 y 5.760 metros de altitud.
En 1946, en la Cordillera de Tres Cruces, se realizaron estudios geológicos por parte del alemán Federico Ahlfeld, dando como resultado un mapa general de este macizo, que esquematiza la distribución general de los glaciares.